# Локули
Локули (итал. Loculi) — коммуна в Италии, располагается в регионе Сардиния, в провинции Нуоро.
Население составляет 540 человек (2008 г.), плотность населения составляет 14 чел./км². Занимает площадь 38 км². Почтовый индекс — 8020. Телефонный код — 0784.
Покровителем коммуны почитается святой апостол Пётр, празднование 18 января.

## Демография
Динамика населения:

## Администрация коммуны
- Официальный сайт: